# Liebfrauenbasilika (Zwolle)

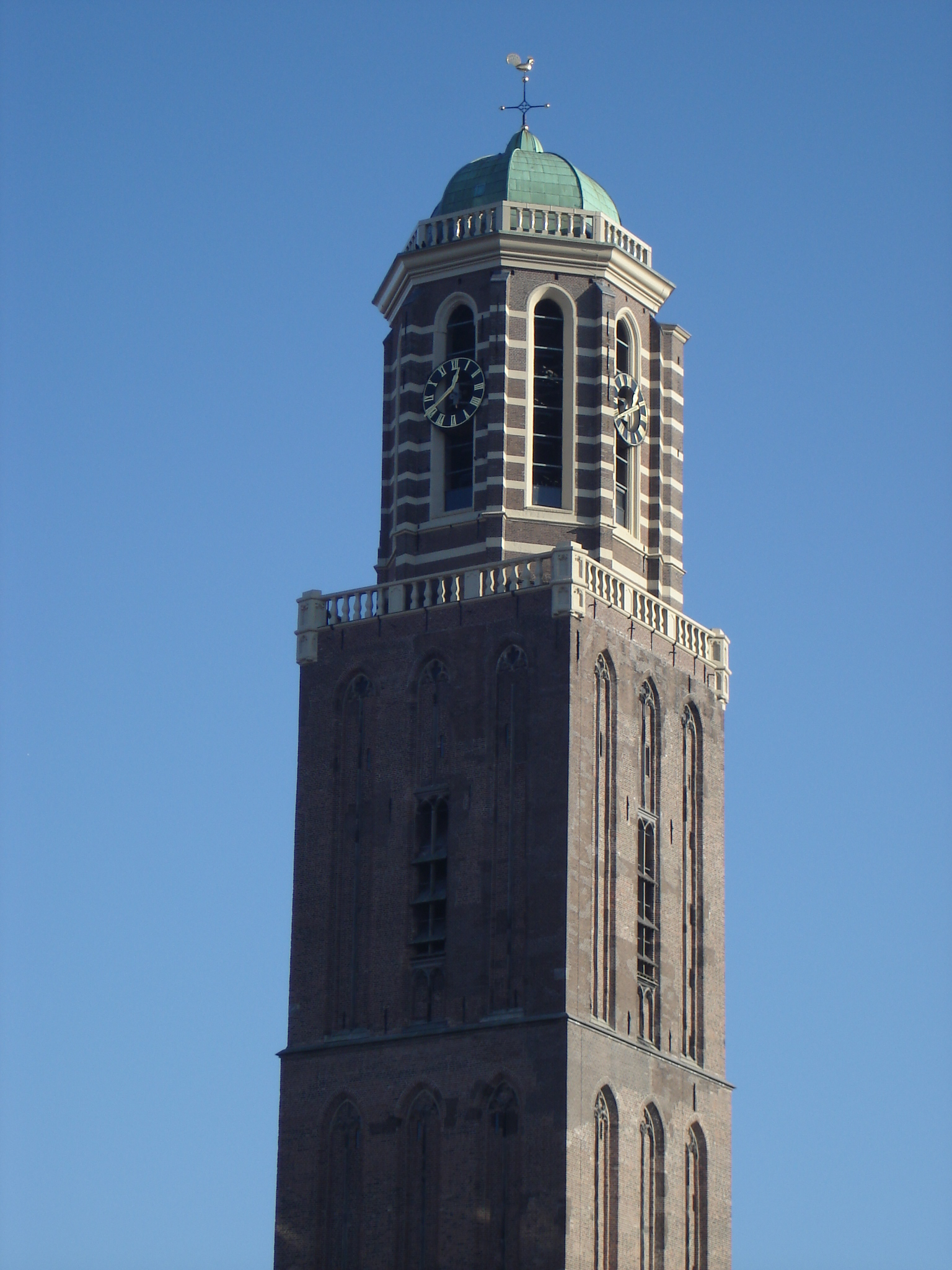
Turm der Liebfrauenbasilika in Zwolle

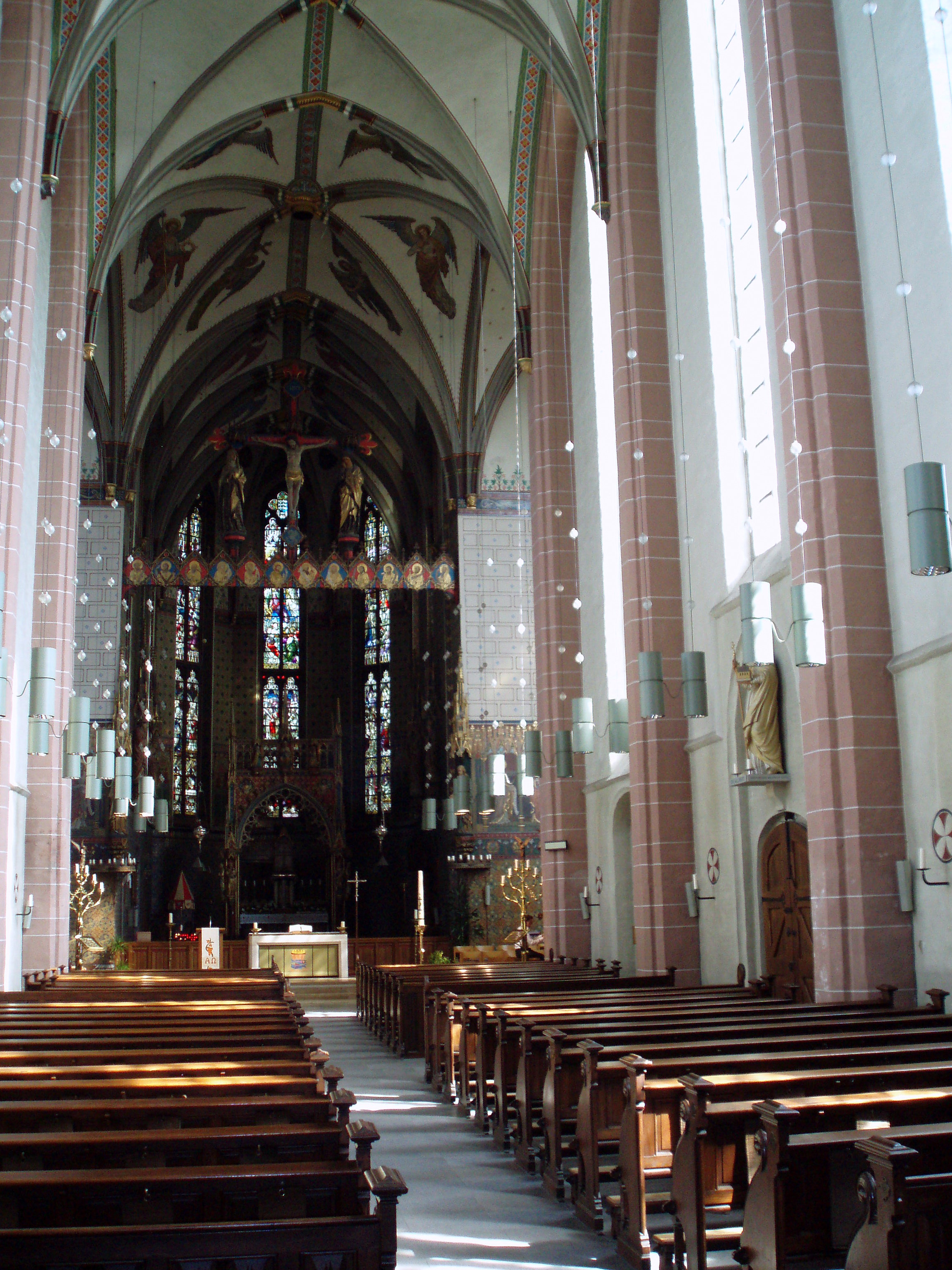
Innenansicht der Liebfrauenbasilika

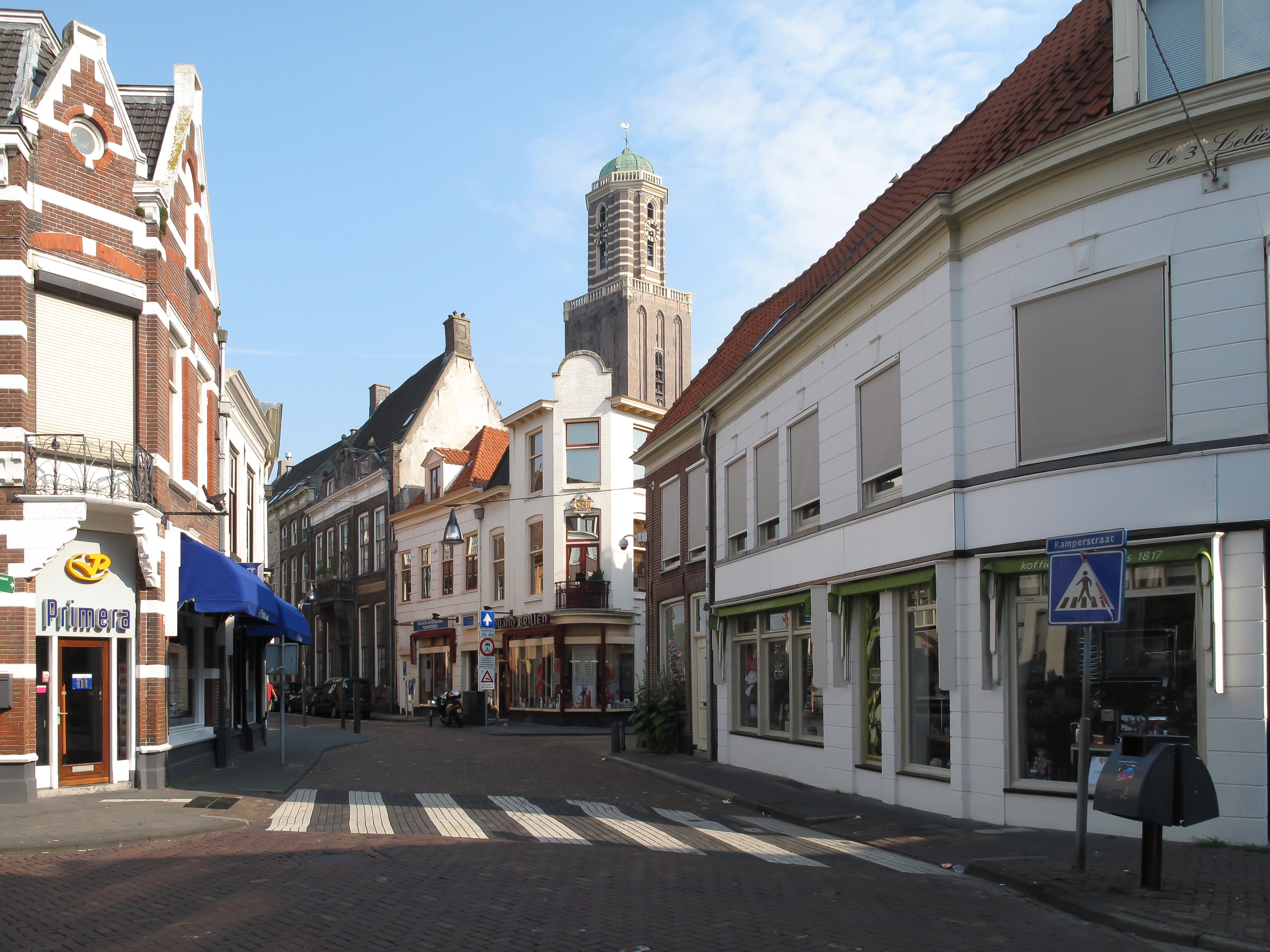
Ansicht auf den Peperbus

Die Liebfrauenbasilika (niederländisch Basiliek van Onze-Lieve-Vrouw-ten-Hemelopneming) ist eine katholische Kirche in der niederländischen Stadt Zwolle.

## Geschichte
Die heutige Kirche entstand in vier Bauphasen. Der Chor entstand in den Jahren 1394 bis 1399. Anschließend folgten der Bau des Querhauses und des östlichsten Mittelschiffjochs, das 1417 vollendet wurde. 1454 stand das Kirchenschiff. Von 1463 bis 1484 wurde der Turm gebaut, der im Volksmund wegen des Aussehens der 1540 aufgesetzten Laterne mit Kuppel „Peperbus“ (Pfefferstreuer) genannt wird.
Zwischen 1580 und 1810 wurde die Kirche für profane Zwecke genutzt. 1809 wurde sie den Katholiken übergeben, die sie nach Reparaturen 1811 für den Gottesdienst in Gebrauch nahmen. Die während einer Restaurierung 1871 angefügten Seitenschiffe wurden 1975 wieder entfernt. 1999 erhob Papst Johannes Paul II. die Kirche zur Basilica minor. Seit 2006 liegen die Überreste des Thomas von Kempen in der Liebfrauenbasilika.

## Orgel
Die Orgel wurde 1896 von dem Orgelbauer Michael Maarschalkerweerd (Utrecht) erbaut. Das Orgelgehäuse stammt aus dem Jahr 1697. Es wurde für die Orgel in der Observantenkirche in Münster erbaut. Nach der Schließung der Kirche während der Französischen Besetzung Westfalens wurde das Orgelgehäuse nach Zwolle verkauft. Das Instrument hat 38 Register auf drei Manualen und Pedal.
| I Hauptwerk C–f3 |     |
| Prestant         | 16′ |
| Quintadeen       | 16′ |
| Prestant         | 8′  |
| Violon           | 8′  |
| Roerfluit        | 8′  |
| Octaaf           | 4′  |
| Roerfluit        | 4′  |
| Quint            | 3′  |
| Octaaf           | 2′  |
| Mixtuur III-VI   |     |
| Cornet V         |     |
| Basson           | 16′ |
| Trompet          | 8′  |

| II Positif C–f3 |     |
| Bourdon         | 16′ |
| Vioolprestant   | 8′  |
| Zachtgedekt     | 8′  |
| Fl Harmoniek    | 8′  |
| Salicionaal     | 8′  |
| Prestant        | 4′  |
| Flûte dolce     | 4′  |
| Woudfluit       | 2′  |
| Mixtuur II-III  |     |
| Trompet         | 8′  |

| III Schwellwerk C–f3 |    |
| Holpijp              | 8′ |
| Fl. Travers          | 8′ |
| Viola di Gamba       | 8′ |
| Vox Celeste          | 8′ |
| Flute Octaviante     | 4′ |
| Piccolo              | 2′ |
| Vox Humana           | 8′ |

| Pedal C–d1  |     |
| Open Subbas | 16′ |
| Gedekt      | 16′ |
| Violon      | 16′ |
| Octaaf      | 8′  |
| Violoncello | 8′  |
| Open Fluit  | 4′  |
| Bazuin      | 16′ |
| Trombone    | 8′  |

- Koppeln: II/I, I/P, II/P